# Hyaganahalli, Magadi
Hyaganahalli là một làng thuộc tehsil Magadi, huyện Ramanagara, bang Karnataka, Ấn Độ.